# Bartošovice v Orlických horách
Bartošovice v Orlických horách (en allemand : Batzdorf) est une commune du district de Rychnov nad Kněžnou, dans la région de Hradec Králové, en Tchéquie. Sa population s'élevait à 198 habitants en 2022.

## Géographie
Bartošovice v Orlických horách se trouve dans les monts Orlické, dans la partie centrale des Sudètes, à la frontière avec la Pologne.

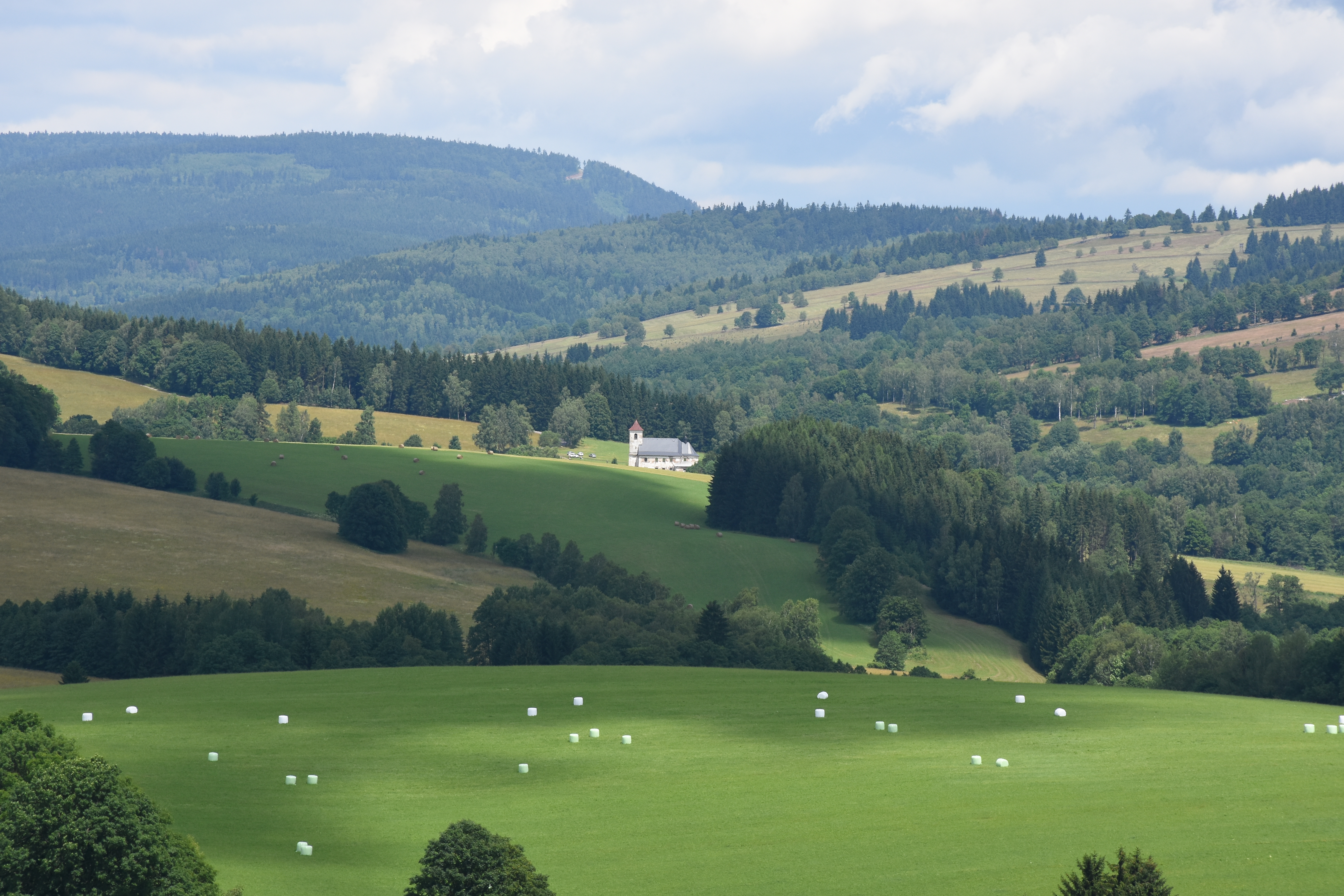
Paysage pastoral à Bartošovice v Orlických horách.

Elle se trouve à 16 km au nord-nord-ouest de Jablonné nad Orlicí, à 20 km à l'est de Rychnov nad Kněžnou, à 52 km à l'est-sud-est de Hradec Králové et à 151 km à l'est-nord-est de Prague.
La commune est limitée par la Pologne au nord-est et à l'est, par Klášterec nad Orlicí au sud, par Kunvald, Rokytnice v Orlických horách et Říčky v Orlických horách à l'ouest, et par Orlické Záhoří au nord-ouest.

## Histoire
La première mention du village date de 1557. Avant 1918, elle faisait partie de l'Empire austro-hongrois et entre 1938 et 1945 du Reichsgau Sudetenland. Les Allemands furent expulsés en 1945-1946 par les décrets Beneš.

## Galerie

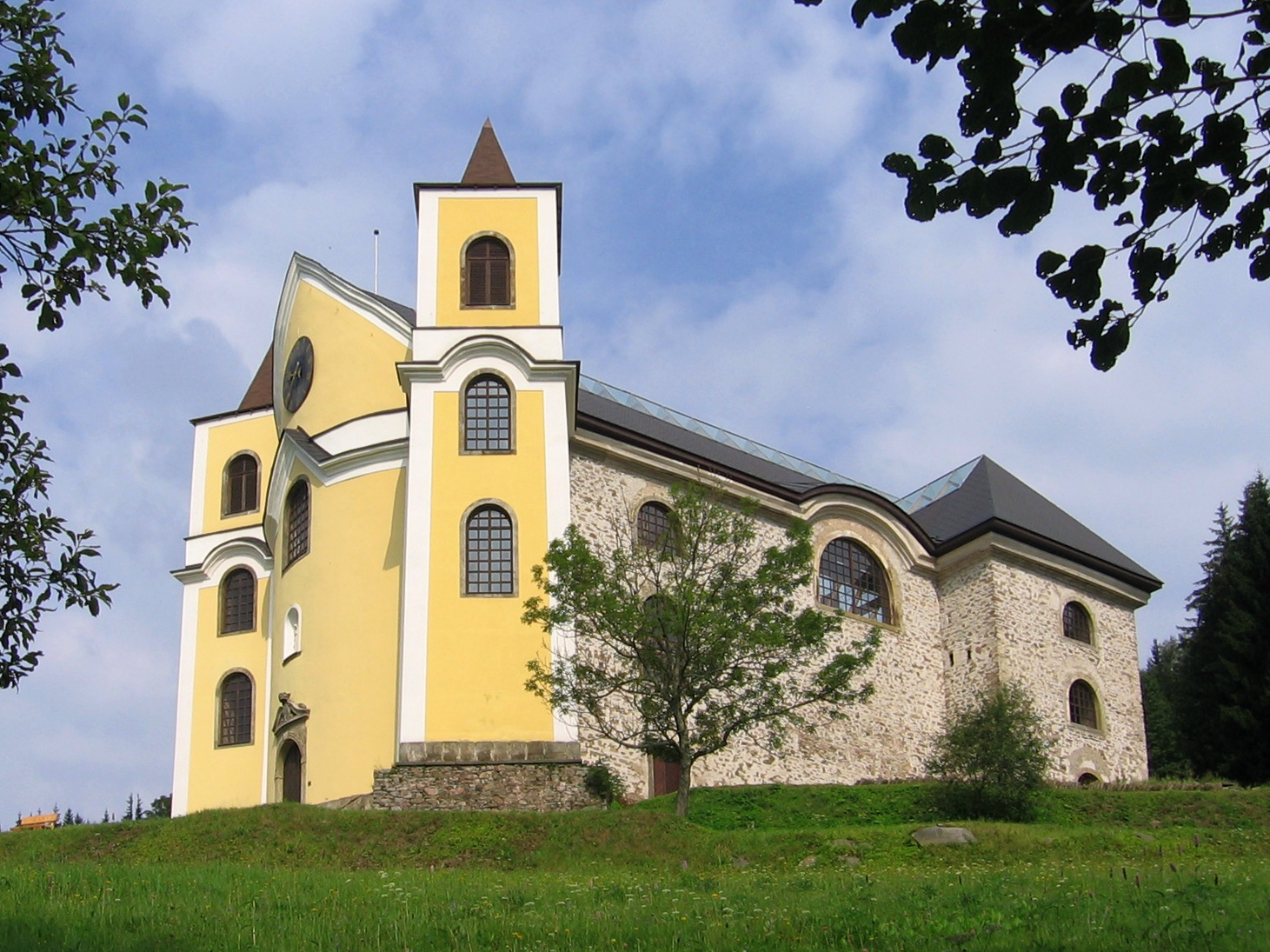
Neratov : église de l'Assomption.
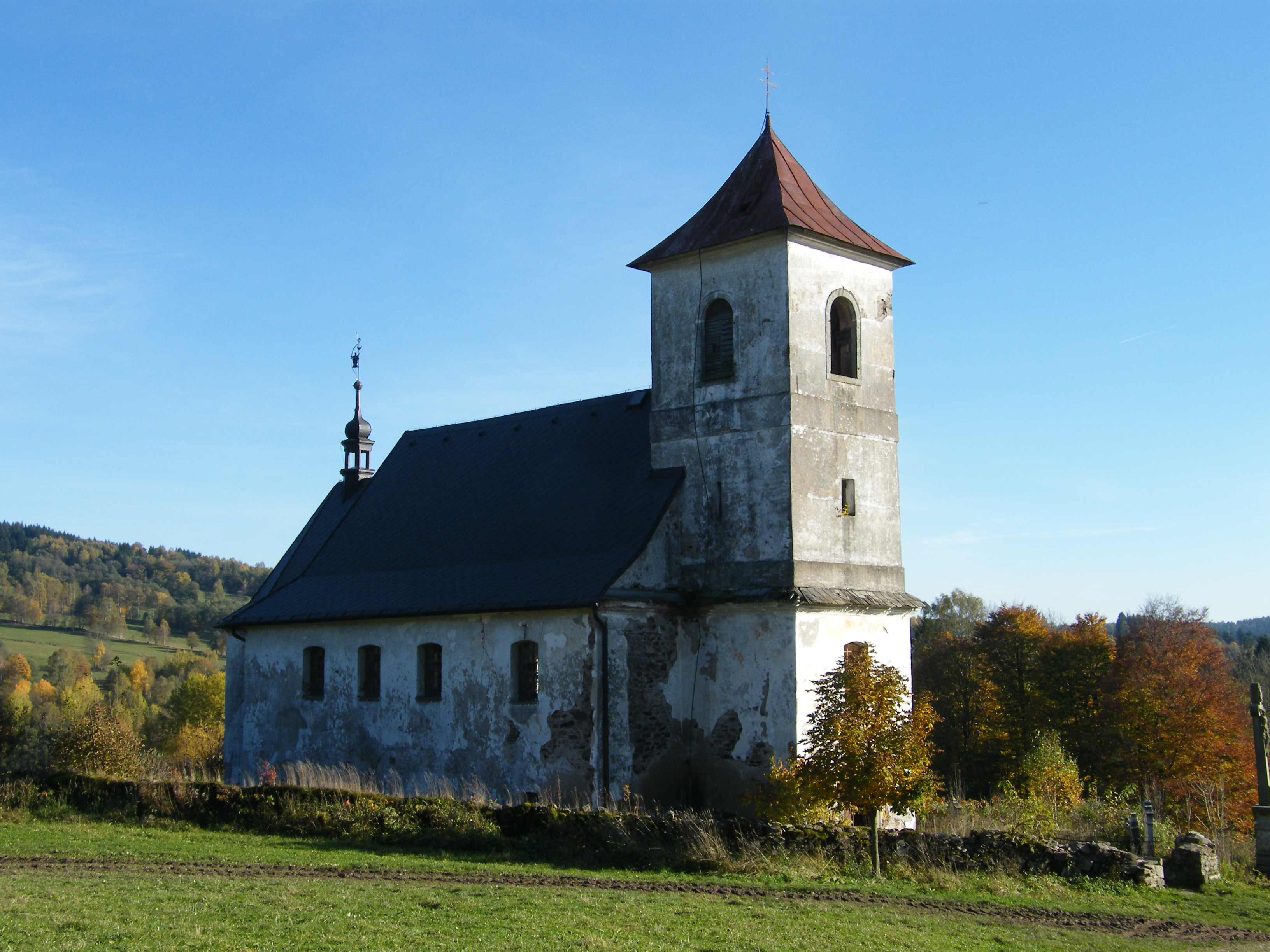
Église Saint-Jean-Népomucène.

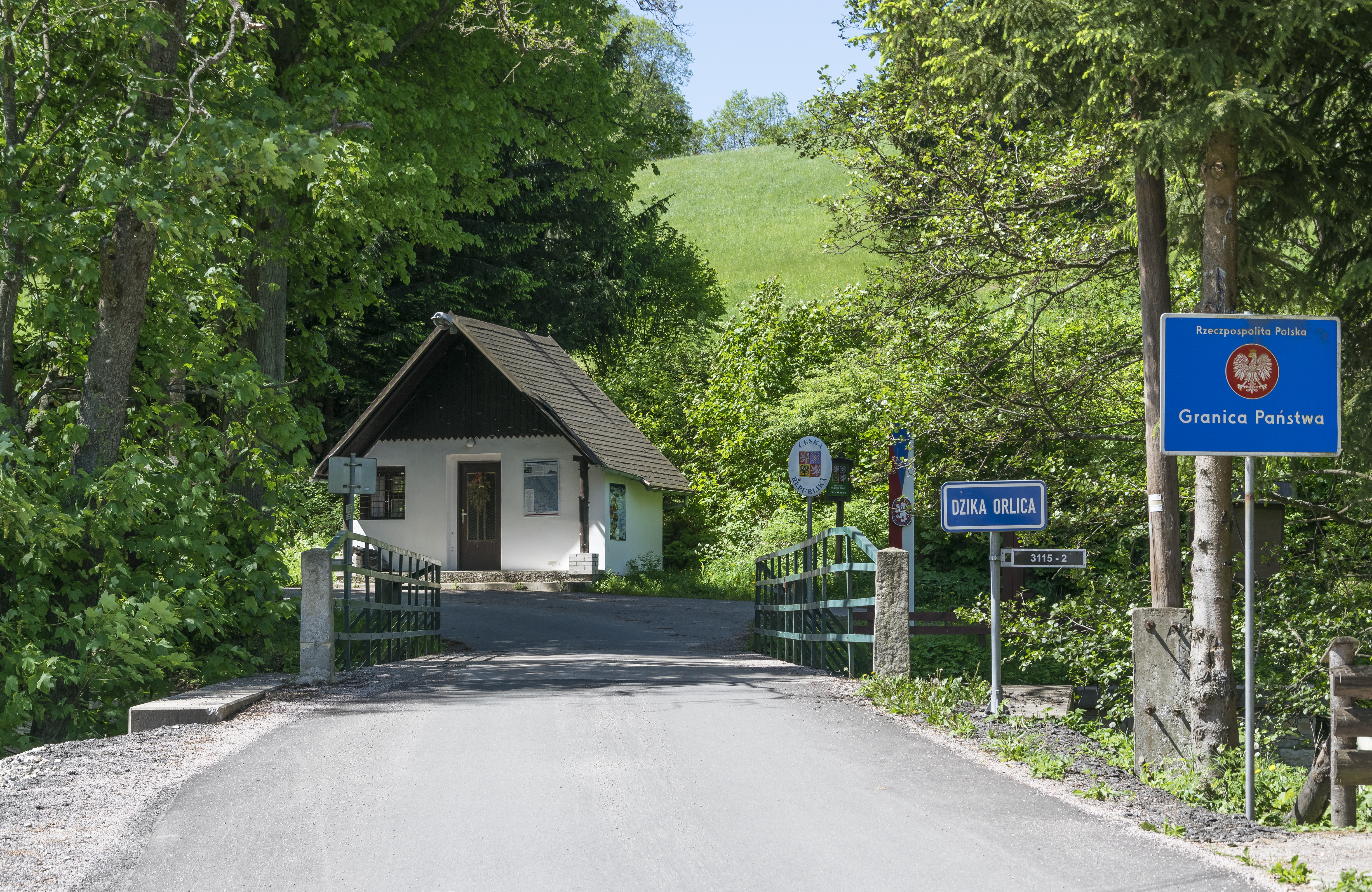
Poste-frontière.
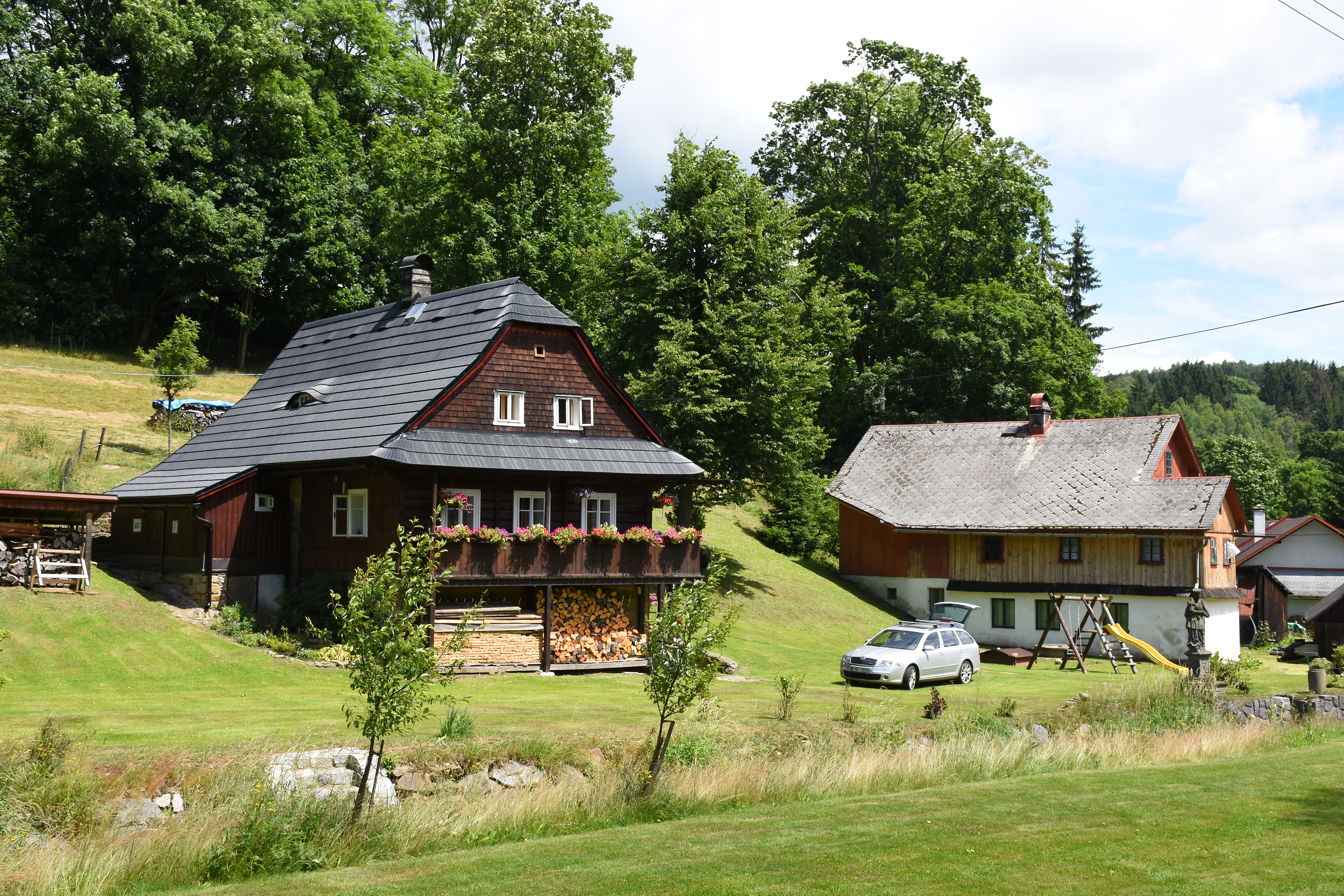
Maisons en bois.

## Transports
Par la route, Bartošovice v Orlických horách se trouve à 12 km de Žamberk, à 28 km de Rychnov nad Kněžnou, à 66 km de Hradec Králové et à 184 km de Prague.